# Palais Bricherasio
Le palais Bricherasio (en italien : Palazzo Bricherasio) est un palais du XVIIe siècle qui se situe à Turin au 20 via Lagrange à proximité de la piazza San Carlo.

## Histoire
Construit en 1636, il fut la propriété de diverses familles nobles qui l'agrandirent et l'embellirent au cours du temps. Le palais était situé dans l'ancienne Contrada dei Conciatori (le quartier des tanneurs), l'actuelle via Lagrange et Académie des sciences, qui comptait alors un nombre impressionnant de palais historiques et la Piazza Carignano, siège du théâtre homonyme. En 1855 il devint propriété de la famille Cacherano, seigneurs de Bricherasio.
C'est dans ce palais que le 1er juillet 1899, des notables de Turin se réunirent afin de projeter la création des usines Fiat. L'acte constitutif fut signé chez le notaire le 11 juillet. Une copie du célèbre tableau de Lorenzo Delleani rappelle l'événement. C'est toujours dans cette villa que vécut le poète Giovanni Berchet.
Entre les XIXe et XXe siècles, le palais fut un des plus importants salons culturels de la ville, ceci grâce à la comtesse Sofia Cacherano di Bricherasio (it).
Depuis l'entrée, l'escalier d'honneur, avec sa rampe soutenue par de petits anges et ses fresques aux murs, conduit au premier étage où les pièces sont richement ornées de fresques, de plafonds à caissons et de portraits, alors que le second étage accueille les expositions temporaires organisées par la Fondazione Palazzo Bricherasio (qui se propose d'organiser des expositions d'art moderne).

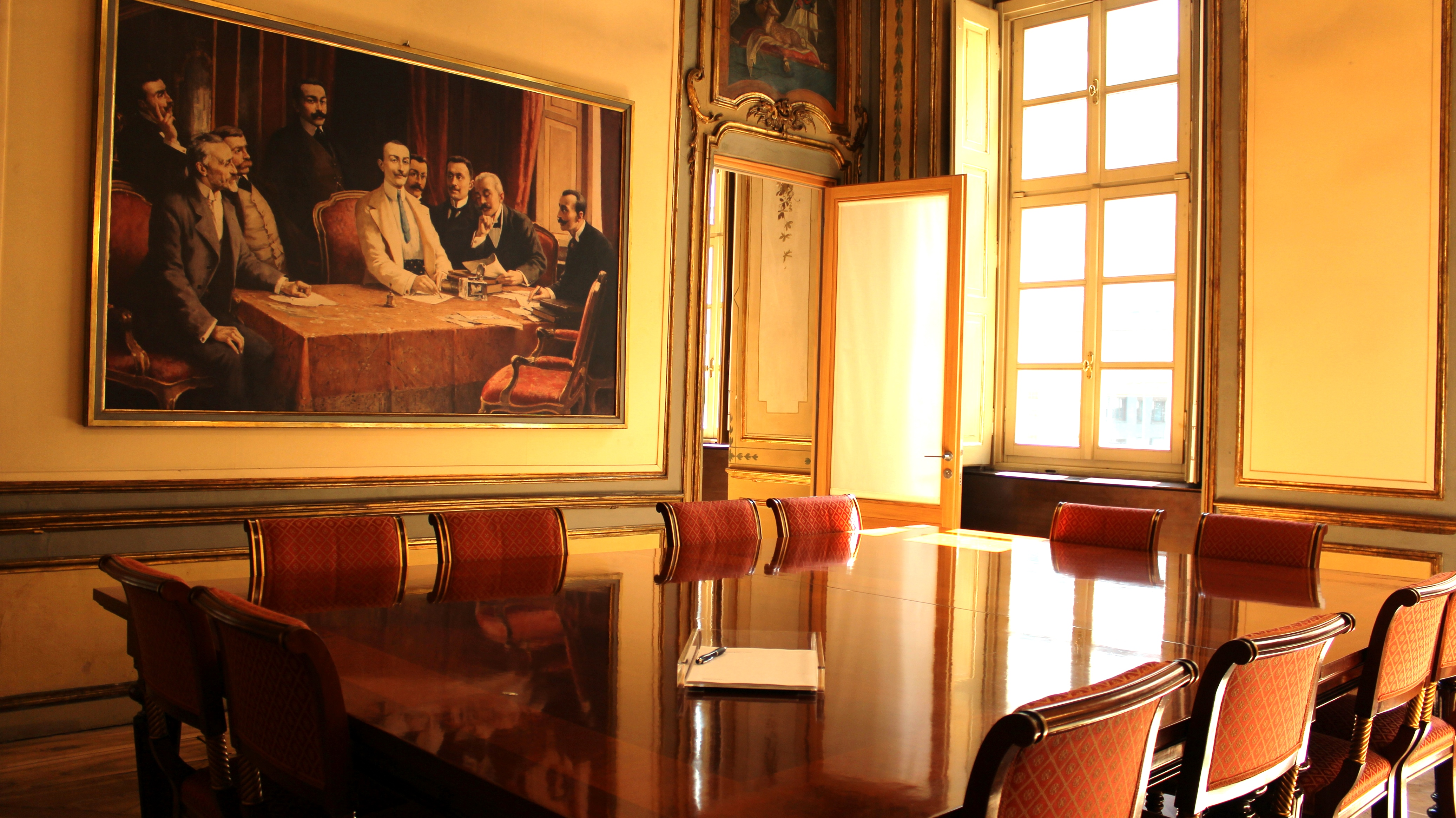
Chambre sur la étage du palais ou se sont rassemblés les notables pour créer les usines Fiat.

Le palais a été récemment rénové.

## Principales expositions
- I Longobardi (28 septembre 2007 - 6 janvier 2008)
- Israele Arte contemporanea (22 juin 2007 - 2 septembre 2007)
- Les Macchiaioli  (16 février 2007 - 10 juin 2007)
- Cuba. Avanguardie 1920-1940 (14 juillet - 8 octobre 2006)
- Tra Picasso e Dubuffet (20 octobre 2006 - 4 février 2007)
- Minjung Kim. Vuoto nel pieno (26 mai - 2 juillet 2006)
- Le tre vite del papiro di Artemidoro (8 février - 7 mai 2006)
- Il surrealismo di Delvaux tra Magritte e De Chirico (15 octobre 2005 - 7 janvier 2006).
- Cina (23 juin 2005 - 28 août 2005)
- Guttuso (18 février 2005 - 29 mai 2005)
- Da Raffaello a Goya. Capolavori dal Museo di Belle Arti di Budapest (1er octobre 2004 - 30 janvier 2005)

Des rencontres ont également lieu avec des artistes au cours d'expositions :
- The Queen of Sheba; Art and Legends from Yemen, Turin 27 septembre  2000- 7 janvier 2001, avec les contributions de Vittorio Sgarbi et de Sophía Vári.

## Source de traduction
- (it) Cet article est partiellement ou en totalité issu de l’article de Wikipédia en italien intitulé « Palazzo Bricherasio » (voir la liste des auteurs).